# Kovači (Kraljevo)
Kovači (cirill betűkkel Ковачи), település Szerbiában, a Raškai körzet Kraljevoi községében.

## Népesség
- 1948-ban 352 lakosa volt.
- 1953-ban 397 lakosa volt.
- 1961-ben 711 lakosa volt.
- 1971-ben 1 858 lakosa volt.
- 1981-ben 880 lakosa volt.
- 1991-ben 950 lakosa volt.
- 2002-ben 1 297 lakosa volt,[1] akik közül 1 281 szerb (98,76%), 1 macedón, 1 ukrán és 14 ismeretlen.[2]